# Afroasijské jazyky
Afroasijské jazyky nebo také semito-hamitská jazyková rodina zahrnuje až 375 jazyků a má více než 340 milionů mluvčích (z toho 235 mil. arabština), a to na území severní a východní Afriky a v jihozápadní Asii, včetně Arabského poloostrova.

## Historie
Termín „afroasijské“ zavedl roku 1963 americký jazykovědec Joseph Greenberg a nahradil tím původní termín „semito-hamitské“ (byť ten se v některých zemích, zejména v německojazyčném prostředí, udržuje). Někdy se také lze setkat s anglickými označeními „Afrasian“, „Lisramic“ (Hodge 1972) nebo „Erythraean“ (Tucker 1966).

## Rozdělení
Afroasijské jazyky zahrnují tyto jazykové skupiny:
- berberské jazyky
- čadské jazyky
- egyptština
- kušitské jazyky
  - bedža
- omotské jazyky
- ongotština (?)
- semitské jazyky

Mnoho lidí považuje ongotský jazyk za omotský, ale jeho příslušnost k jazykové rodině zůstává kontroverzní, částečně pro nedostatek údajů. Herold Fleming navrhuje tento jazyk pokládat za nezávislou větev.

### Berberské jazyky
Skupina jazyků při severním pobřeží Afriky, většinou koexistujících s arabštinou. Patří k nim tamašek (tuaregština), riff (tarafit), kabyle a také již vymřelý jazyk Kanárských ostrovů guančtina.

### Čadské jazyky
Skupina jazyků přiřazovaných obvykle k hamitské skupině. Nejvýznamnějším čadským jazykem je hauština, jako mateřský jazyk zvláště v Nigeru a Nigérii, rozsáhle jako lingua franca v západní Africe.

### Egyptština
Tento jazyk již zanikl. Dochoval se nám v řadě hieroglyfických, hieratických a demotických nápisů a známe několik vývojových stadií. Nejmladším je koptština, která se dnes používá v liturgii koptské křesťanské církve.

### Kušitské jazyky
Skupina zahrnující asi 30 jazyků na území severního Súdánu, Džibutska, Somálska, Etiopie, Keni a severní Tanzanie. Nejdůležitějšími kušitskými jazyky jsou oromo (galla) v Etiopii a severní Keni a somálí, oficiální národní jazyk Somálska, rozšířený jako lingua franca.

### Omotské jazyky
Asi 20 jazyků v západní Etiopii a severní Keni, které jsou buď přiřazovány k jazykům kušitským, nebo se pokládají za zvláštní skupinu. Nejrozšířenějším jazykem je walamo (ometo, též wolaytta aj. názvy).

### Semitské jazyky
Patří mezi ně jazyky přední Asie a Afriky, doložené od 3. tis. př. n. l., jedna z prvních (vedle indoevropské) definovaných jazykových rodin, zařazená jako skupina do jazyků afroasijských (semitohamitských).
Dělí se geograficky na:
- a) severovýchodní, vymřelé jazyky starověké Mezopotámie: akkadština = babylonština, asyrština
- b) severozápadní: vymřelé jazyky amoritština, ugaritština, féničtina (punština), moabitština; stará i moderní hebrejština a aramejština
- c) jihovýchodní: arabština (Saúdská Arábie, Sýrie, Libanon, Irák, Jordánsko, Egypt a další státy severní Afriky)
- d) jižní, etiopské: amharština, tigre, tigrinja, gurage, harari

## Původ afroasijských jazyků

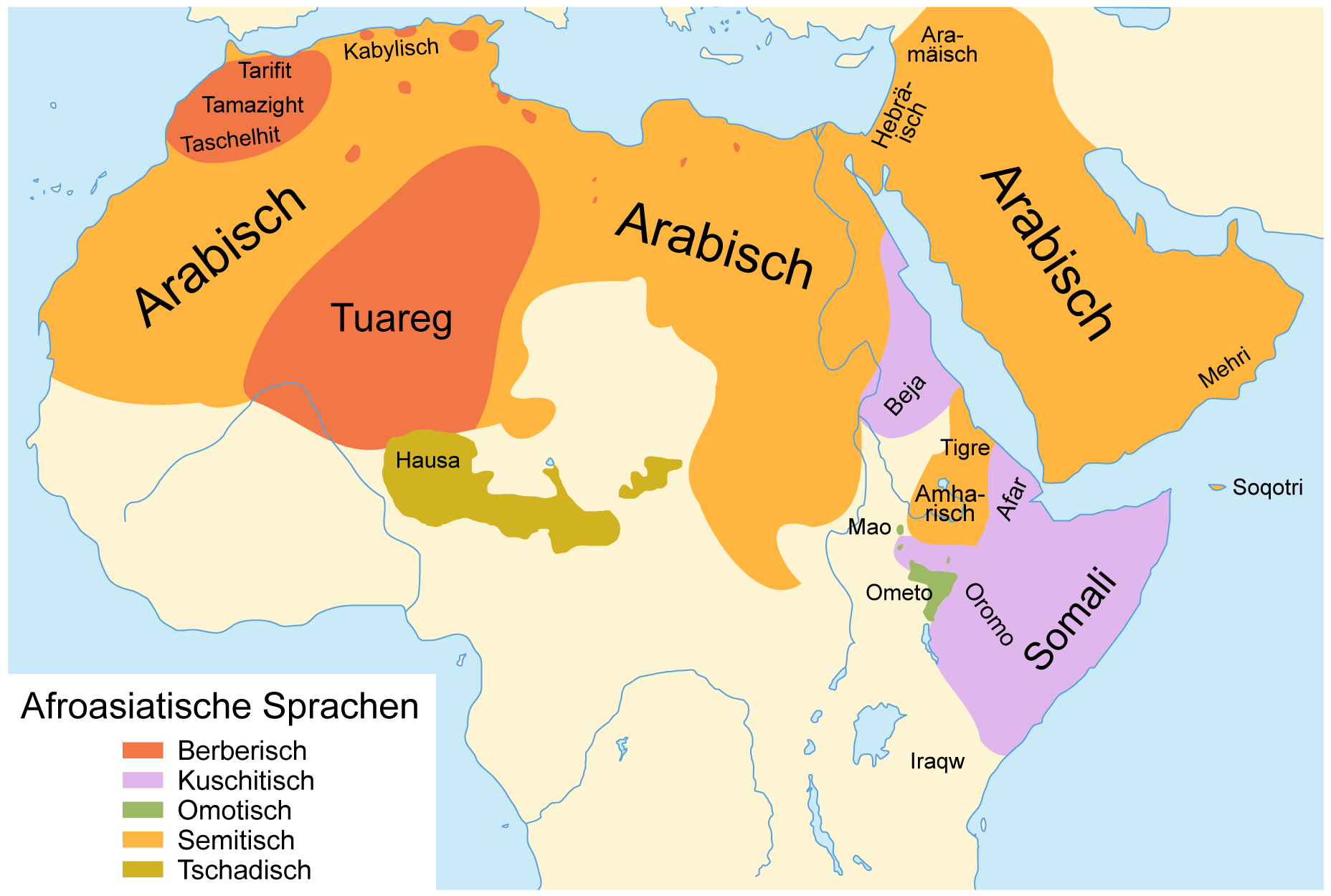
Jazykové rodiny v Africe a na Arabském poloostrově

V tom, kde žili pra-mluvčí afroasijských jazyků neexistuje shodný názor, přestože se obecně tvrdí, že pravděpodobně mají původ v severovýchodní Africe. Někteří vědci (např. Igor Diakonoff a Lionel Bender) navrhovali Etiopii, protože zahrnuje velmi rozmanité skupiny v uzavřené geografické blízkosti a je často považovaná za původní oblast lingvistického a geografického původu. Další badatelé (např. Christopher Ehret) navrhují pobřeží Rudého moře a Saharu. Menšina vědců (např. Alexander Militarev) navrhují jako původní místo Levantu (Militarev výslovně ztotožňuje afroasijské jazyky s natufijskou kulturou).
Semitské jazyky tvoří větev afroasijských jazyků mimo Afriku. Někteří vědci věří, že v minulosti mluvčí semitských jazyků přešli z jižní Arábie zpět do Etiopie a Eritrey, zatímco ostatní (např. A. Murtonen), popírají tuto tezi a tvrdí, že semitská větev možná pochází z Etiopie. Třetí pohled, opírající se o podobnosti mezi semitskou skupinou a starověkou egyptštinou, je takový, že tyto jazyky se vyvinuly z obecného původního jazyka, kterým se mluvilo v oblasti podél řeky Nilu, v obdobích sucha od 6000–5800 př. n. l., a na konci mladší doby kamenné v Levantě. Lovci a sběrači mezolitické kultury el-Harif, ze Sinaje a Severního Egyptu, přijímající domestikaci zvířat, ale nikoliv zemědělství, mohli potom vytvořit to, co Juris Yarins pojmenovává jako syrsko-arabský celek nomádského pastevectví, rozšířený jižně podél pobřeží Rudého moře a severní východně kolem hranic tzv. úrodného půlměsíce. V Levantě se tento rozvoj objevil jako Minhata a později jarmucká kultura, které přišly ze stejné polovyprahlé oblasti, jako později Ghassulian a semitské amoritské kultury.
Tónové jazyky se objevily v omotské, čadské a kušitské skupině (podle Ehret 1996). Semitská a berberská skupina a egyptština nepoužívají fonematické tóny.
Diverzita, která existuje u afroasijských jazyků a nedostatek společných slov pro zemědělské předměty nasvědčuje tomu, že jazyky se rozptýlily před obdobím neolitu. Nálezy společných slov pro hrnčířské nádoby však nasvědčují tomu, že tato technika již byla známa.
Ehert tvrdí, že rané afroasijské jazyky byly používány v domestikaci potravinových plodin v Etiopii, ale to je popíráno jinými vědci, kteří tvrdí, že tato slova byla nalezena pouze v kušitské a možná také v omotské skupině. Jestliže bylo objeveno, že hrnčířství bylo v Sahaře v době 8000 let př. n. l. a že neolitický zemědělská technologie zde existovala 5000 let př. n. l., toto ukazuje možnou souvislost pro praafroasijské rozptýlení. Jak je známo, tak se etiopští rolníci přesunuli do horských oblastí z nubijského Súdánu a pokusili se přeložit meroitické písmo, které bylo nalezeno v této oblasti, ukazující podstatné afroasijské charakteristiky. Lingvista Lionel Bender tvrdí, že kromě této oblasti to byla také oblast jižního Nilu, kde nastalo šíření afroasijských jazyků. Doba hrnčířství a zemědělství nastavila přibližně dříve nebo později dobu pro jazykový rozptyl. Co se týče podnebí, byla to doba „mokré Sahary“ s velkými řekami a jezery. Rozšíření afroasijských jazyků možná tak bylo odezvou na poslední činnost „Saharské pumpy“.

## Vývoj klasifikace
Středověcí badatelé někdy spojovali dvě až tři skupiny afroasijských jazyků dohromady. Již v 9. stol. si hebrejský filolog Juda ibn Kurajš z Tiaretu v dnešním Alžírsku všiml vztahu mezi berberskou a semitskou skupinou (zahrnující jazyk arabský, hebrejský a aramejský).
V průběhu 19. století Evropané také začali naznačovat takovéto příbuznosti. Tak jako v roce 1844 Th. Benfey navrhl jazykovou rodinu zahrnující semitské, berberské a kušitské (pojmenované později jako etiopské) jazyky, v tom samém roce T. N. Newman naznačil vztah mezi semitskými jazyky a hauštinou, což ale dlouho zůstalo tématem rozepří a neurčitosti. Friedrich Müller pojmenoval tradiční semitohamitskou rodinu v roce 1876 v knize Grundriss der Sprachwissenschaft a definoval ji jako souhrn jazyků semitských plus hamitskou skupinu, která zahrnovala jazyky berberské, kušitské a egyptštinu. Müller vyjmul čadskou skupinu. Tato klasifikace nespočívala na lingvistických, ale antropologických a rasových podkladech.
Leo Reinisch (1909) navrhoval spojit kušitskou a čadskou skupinu, zatímco zdůrazňoval vzdálenější příbuznost egyptštiny a semitské skupiny. Marcel Cohen (1924) odmítl myšlenku oddělit samostatnou hamitskou podskupinu a zahrnul jazyk hausa (čadský jazyk) do svého komparativního semitohamitského slovníku. Joseph Greenberg (1950) potvrdil Cohenovo odmítnutí „hamitské“ skupiny, přidal čadské jazyky a navrhl nové jméno pro semitohamitskou rodinu; tuto klasifikaci akceptuje většina vědců. V roce 1969 Harold Flewing navrhl zařadit omotskou skupinu jako pátou větev, spíše než podskupinu kušitskou a setkal se s obecným přijetím. Několik vědců (např. Harold Fleming a Robert Hertzon) od té doby mělo pochyby o tradičním zařazení jazyka beja v kušitské skupině, ale tento pohled zatím nezískal všeobecné přijetí.
Určitá jednota existuje v subklasifikaci v pěti nebo šesti zmíněných větví. Avšak všichni, Christopher Ehret (1979), Harold Fleming (1981) a Joseph Greenberg (1981), souhlasí s tím, že omotská větev se odštěpila od ostatních. Také ovšem:
- Ehret seskupuje egyptštinu, berberskou a semitskou skupinu dohromady v jednu „severní afroasijskou“ skupinu.
- Paul Newman (1980) seskupuje berberskou s čadskou skupinou a egyptštinu se semitskou skupinou, zatímco pochybuje o zahrnutí omotských jazyků
- Harold Fleming (1981) rozdělil neomotské afroasijské, nebo „eritrejské“, jazyky do třech skupin: kušitské, semitské a čadsko-berbersko-egyptské. Později přidal semitské a beja a navrhl ongotské jako třetí větev eritrejských (prozatímně)
- Lionel Bender (1997) vytvořil „makrokušitskou“ větev zahrnující berberské, kušitské a semitské jazyky, zatímco čadské a omské zařadil do jiné skupiny
- Vladimír Orel a Olga Štolbová seskupili berberskou se semitskou, dále čadskou s egyptskou a rozštěpili kušitskou na pět nebo více nezávislých větví, kušitská větev je tedy podle nich spíše skupina jazyků než „právoplatná“ rodina
- Alexander Militarev (2000) na základě slovní příbuznosti seskupil berberskou s čadskou, neurčitě se semitskou a to proti kušitské a omotské.